# Tess d'Urberville
Pour les articles homonymes, voir Tess et Tess of the D'Urbervilles.
Tess d'Urberville (titre original : Tess of the d'Urbervilles : A Pure Woman Faithfully Presented) est un roman de Thomas Hardy, publié en 1891 durant l'époque victorienne. En France, il est paru pour la première fois en 1901.
Il est initialement paru dans une version feuilletonesque et censurée, publiée par le journal illustré britannique The Graphic. Aujourd'hui considéré comme un grand classique de la littérature anglaise, le livre a suscité des avis mitigés à sa sortie, en partie parce qu'il remettait en question les mœurs de l'époque de Hardy.

## Résumé

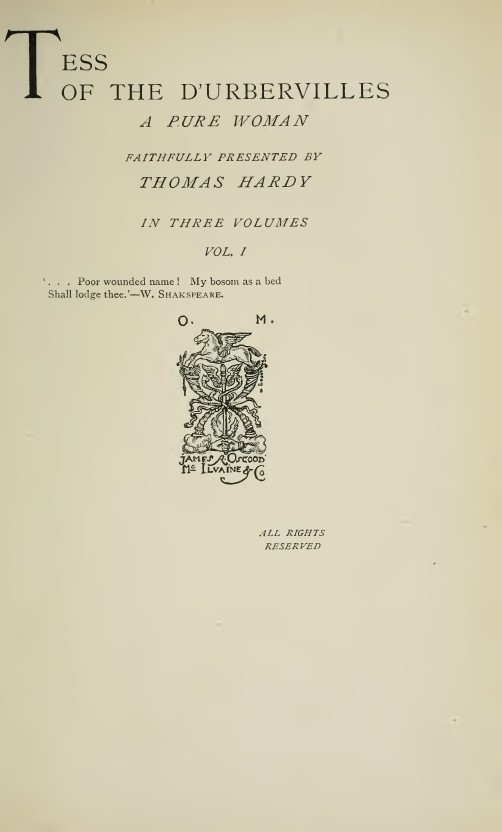
Tess d'Urbervilles

### La première époque: La jeune fille (1 - 17)
Tess est l'aînée des filles de John et de Joan Durbeyfield, des paysans sans éducation (et plutôt paresseux). Un jour le père, John, pauvre charretier est sur le chemin du retour au village de Marlott, quand il rencontre Parson Tringham qui s'adresse à lui en l'appelant « Sir John ». Lorsqu'il demande une explication, Tringham, généalogiste amateur, l'informe qu'il est de sang noble ; « Durbeyfield » est une distorsion de « d'Urberville », le nom d'une famille noble normande, à présent éteinte. Bien que l'héritier potentiel ne veuille aucun mal, la nouvelle lui monte immédiatement à la tête.
Entre-temps, Tess est sur le chemin des « fêtes de mai » au village quand elle voit son père, en charrette, rouler sur les pieds des gens en chantant quelque chose sur des ancêtres faits chevaliers dans des cercueils de plomb. Embarrassée, elle s'excuse pour lui et continue son chemin. À la fête, elle croise brièvement le plus jeune des fils du Révérend, Angel Clare, qui se promène avec ses deux frères. Il remarque l'adorable Tess, mais il danse avec une autre fille.
Plus tard, à la maison, Tess apprend la raison du comportement étrange de son père, quand on l'informe de la lignée noble de la famille. Espérant trouver à Tess un riche époux, Joan décide de l'envoyer clamer sa parenté avec une famille riche, les Stoke d'Urberville, dans le village de Trantridge à côté. Cette nuit-là, Tess s'endort pendant qu'elle se rend au marché, son père étant trop ivre pour entreprendre le voyage lui-même, et le seul cheval de la famille, Prince, se retrouve sur le chemin d'un autre véhicule, qui le percute et le tue. Quand Joan, plus tard, lui fait part de ses projets, Tess se sent si coupable qu'elle accepte de colporter ce message insensé.
En réalité, Madame d'Urberville, qui est aveugle, n'est pas apparentée aux Durbeyfield, ou aux d'Urberville ; son mari, Simon Stoke a simplement acheté le titre de baron et les actes notariés. Cependant, son libertin de fils, Alec d'Urberville, s'éprend de Tess et lui promet la charge de la basse-cour du domaine d'Urberville. Il commence immédiatement à lui faire des avances; bien qu'elle soit d'une certaine manière, flattée de ses attentions, elle lui résiste. Plus tard, cependant, pendant qu'elle revient du village avec quelques ouvriers de Trantridge, Tess s'oppose par inadvertance à Car Darch, la petite amie la plus récemment éconduite par Alec, et s'en ressent mise à l'écart au point d'en venir aux mains. Quand Alec arrive et lui offre de la sauver de la situation, elle accepte. Il ne la reconduit pas chez elle cependant, mais roule au hasard à travers le brouillard jusqu'à atteindre un ancien bois appelé The Chase. Là, après que Tess s'est endormie, il la viole.

### Deuxième époque: la Jeune Femme (17-20)
Après quelques semaines de badinage confus avec Alec, Tess commence à le mépriser. Contre sa volonté à lui, elle revient au cottage paternel, où elle garde presque continuellement la chambre. L'été suivant, elle donne naissance à un garçon faiblard et souffreteux, qui vit seulement une semaine. Lors de sa dernière nuit de vie, Tess le baptise elle-même sous le nom de « Chagrin » (« Sorrow »), son père ayant fermé la porte parce qu'il ne veut pas qu'elle se rende chez le pasteur.

### Troisième époque: Le Renouveau (20-24)
Plus de deux années ont passé depuis la débâcle de Trantridge et Tess, à présent âgée de 20 ans, est prête à un nouveau départ. Elle cherche de l'emploi en dehors du village, où personne ne sait rien de son passé, et trouve un emploi à la laiterie de Talbothays, dans une vallée fertile, à quelques miles de Marlott. Là, elle se lie d'amitié avec trois de ses collègues, Izz, Retty et Marian, et elle retrouve Angel Clare, qui est maintenant en apprentissage à la ferme et qui est venu à Talbothays pour y apprendre la gestion laitière. Bien que les trois autres laitières soient folles amoureuses de lui, Angel ne voit bientôt plus que Tess parmi elles et, peu à peu, ils tombent amoureux l'un de l'autre.

### Quatrième époque: La Conséquence (25-29)

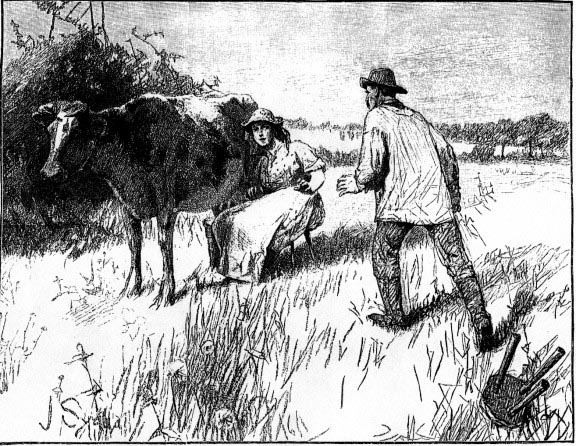
« Il bondit de son siège... et courut vers le désir de ses yeux », illustration de 1891 de Joseph Syddall.

Angel décide de passer quelques jours loin de la laiterie pour visiter sa famille à Emminster. Il y trouve ses parents en train de déjeuner avec ses frères, le Révérend Felix, recteur anglican d'une paroisse de campagne, et le Révérend Cuthbert, doyen d'un collège de Cambridge. Felix et Cuthbert notent tristement les manières plus grossières d'Angel, tandis qu'Angel se met en tête que leurs situations confortables les ont rendus sérieux et étroits d'esprit. En suivant les vêpres, Angel discute avec son père de ses projets de mariage. Les Clare ont longtemps espéré qu'Angel épouserait Mercy Chant, une pieuse institutrice de leur village, mais Angel avance pour argument qu'une femme qui comprend la vie de la ferme serait un choix plus pratique. Il parle de Tess à ses parents, et ils acceptent de la rencontrer. Son père ajoute qu'il donnera à Angel l'argent économisé pour son éducation au collège afin d'acheter des terres. Avant qu'Angel ne parte, le Révérend Clare lui parle de ses efforts pour convertir la population locale, et mentionne son échec à dompter un jeune mécréant nommé Alec d'Urberville.
Angel retourne à la laiterie de Talbothays et demande à Tess de l'épouser. Cela plonge Tess dans un dilemme douloureux. Il est clair qu'Angel croit qu'elle est vierge et elle ne veut pas le décevoir, elle rechigne à se confesser de peur de perdre son amour et son admiration. Sa passion pour lui est telle qu'elle accepte finalement le mariage, expliquant qu'elle hésitait car elle avait entendu qu'il détestait les vieilles familles et songeait qu'il n'approuverait pas son ascendance Urbervilloise. Il est cependant heureux de sa fausse confession, parce qu'il pense qu'elle en rendra leur union plus convenable aux yeux de sa famille.
Comme le mariage approche, Tess se trouble de plus en plus. Elle écrit à sa mère en lui demandant conseil; Joan lui dit de garder le silence sur son passé. Son anxiété s'accroît quand un homme de Trantridge la reconnaît pendant qu'elle fait des achats avec Angel, et fait une remarque sur son histoire sexuelle. Angel comprend et entre dans une rage inaccoutumée. Tess se résout à ne plus le décevoir, et la nuit avant le mariage, elle écrit une lettre décrivant ce qui s'était passé avec d'Urberville et la glisse sous sa porte. Elle le salue avec son affection habituelle le lendemain. Plus tard elle découvre la lettre sous sa carpette et se rend compte qu'il ne l'a pas vue. Elle détruit alors la lettre.
Le mariage se déroule gentiment. Ils passent leur nuit de noces au vieux manoir de famille d'Urberville, où Angel fait à Tess le présent de beaux diamants qui avaient appartenu à sa marraine. Angel lui confesse alors une histoire qu'il a vécue avec une femme plus âgée, à Londres. Quand elle entend cela, certaine au moins de son pardon, Tess lui parle finalement de sa relation avec Alec.

### Cinquième époque: Il faut payer (29-34)
Bien que Tess pardonne librement les écarts du passé  d'Angel, il est si mortifié par le sien qu'il passe la nuit de leur mariage sur le sofa. Tess, bien qu'accablée, accepte le soudain éloignement d'Angel comme si elle le méritait. Après quelques jours embarrassants et affreux, elle suggère qu'ils se séparent, et dit à son mari qu'elle retournera chez ses parents. Angel lui donne de l'argent et lui dit qu'il essaiera de se réconcilier avec son passé à elle, mais il la prévient de ne pas essayer de le joindre avant qu'il ne l'envoie chercher. Après une rapide visite à ses parents, il prend le bateau pour le Brésil pour y commencer une nouvelle vie. Avant de partir cependant, il rencontre Izz Huette sur la route et lui demande impulsivement de venir au Brésil avec lui et d'être sa maîtresse. Elle accepte, mais quand il lui demande à quel point elle l'aime, elle admet « Personne ne peut t'aimer plus que Tess. Elle aurait laissé tomber sa vie pour toi. Je ne pourrais pas faire plus ». Entendant cela, il abandonne sa lubie, tandis qu'Izz rentre chez elle en pleurant à chaudes larmes.
Une période très morne commence à présent dans la jeune vie de Tess. Elle rentre à la maison pour un temps, mais trouvant cela insupportable, elle décide de rejoindre Marian et Izz dans une ferme aux terres faméliques et nommée Flintcombe-Ash. Sur la route, un fermier nommé Groby (le même homme qui lui manqua d'égard face à Angel) la reconnaît et l'injurie ; cet homme s'avère être son nouvel employeur. À la ferme, les trois anciennes laitières réalisent un travail très éprouvant physiquement au cours des mois d'hiver.
Un jour, Tess essaie de visiter la famille d'Angel au presbytère à Emminster. Comme elle approche de sa destination, elle rencontre ses frères aînés et bégueules, ainsi que la femme que ses parents avaient espéré qu'il épouse, Mercy Chant. Ils ne la reconnaissent pas mais elle les entend discuter du mariage mal avisé d'Angel ; honteuse, elle s'en retourne. Sur le chemin, elle entend un prêcheur errant et est choquée de découvrir qu'il s'agit d'Alec d'Urberville, qui est retourné à la pratique chrétienne par l'influence du révérend Clare.

### Sixième époque: La Conversion (34-40)
Alec et Tess sont chacun secoués par leur rencontre, et Alec prie Tess de ne jamais tenter de le voir à nouveau, tandis qu'ils sont à côté d'un monument de pierre de mauvais augure et appelé « the cross in hand ». Cependant, Alec vient bientôt à Flintcomb-Ash pour demander Tess en mariage. Elle lui dit qu'elle est déjà mariée. Il retourne à Candlemas au début du printemps alors que Tess travaille durement au remplissage de la batteuse. Il lui dit qu'il n'est plus pasteur et qu'il veut qu'elle soit avec lui. Elle le gifle quand il insulte Angel, le faisant saigner. Tess apprend alors de sa sœur, Liza-Lu, que sa mère, Joan, est en train de mourir et que son père est très malade. Tess se précipite à la maison pour s'occuper d'eux; sa mère récupère bientôt, mais le père meurt, contre toute attente.
La famille est à présent écartée de sa maison car Durbeyfield n'avait qu'une location à vie sur leur cottage. Alec dit à Tess que son mari ne reviendra jamais et offre de loger les Durbeyfields sur son domaine et d'envoyer les enfants à l'école. Tess refuse son aide. Tess a écrit précédemment à Angel une lettre qui ressemble à un psaume, pleine d'amour, d'humilité, et de demande de pitié ; maintenant, cependant, elle admet finalement qu'Angel lui a fait du tort, et griffonne une note à la hâte, lui disant qu'elle fera tout ce qu'elle peut pour l'oublier, puisqu'il l'a traitée si injustement.
Le jour suivant, ils chargent leurs possessions sur une charrette de location et partent pour Kingsbere, la maison ancestrale des d'Urberville, où Joan a réservé des chambres. Quand ils arrivent, les Durbeyfield, maintenant sans ressource, trouvent que leurs chambres ont déjà été louées et sont forcés de prendre asile dans le cimetière, dans un endroit appelé « l'aile d'Urberville ». Ici, Alec réapparaît et importune à nouveau Tess. Désespérée, elle regarde l'entrée du caveau d'Urberville et se demande tout haut « pourquoi suis-je du mauvais côté de cette porte ! ».
Dans l'intervalle, Angel a été très malade au Brésil et, son entreprise agricole ayant échoué, il rentre en Angleterre. Sur le chemin, il confie ses problèmes à un étranger qui lui dit qu'il a eu tort de quitter son épouse ; ce qu'elle a été dans le passé importe moins que ce qu'elle pourrait devenir. L'étranger meurt d'une fièvre peu après, et Angel, méditant sur ses mots, commence à se repentir du traitement qu'il a fait subir à Tess.

### Septième époque: L'Accomplissement (40)
À son retour à la maison familiale, Angel reçoit deux lettres : l'écrit de colère de Tess et quelque lignes cryptées de deux « personnes qui vous veulent du bien », l'avertissant de protéger sa femme « d'un ennemi qui a pris la forme d'un ami ».
Il décide d'aller trouver Tess et finit par localiser Joan, maintenant bien habillée et vivant dans un cottage agréable. Après avoir répondu à ses questions de manière évasive, elle lui dit finalement que sa fille est partie vivre à Sandbourne, une station balnéaire à la mode. Là, il se lance à la poursuite de Tess jusqu'à une pension de famille appelée Les Hérons, où elle vit sous le nom de « Mme d'Urberville ». Il la demande, elle descend les escaliers, le foudroyant sur place par son élégante tenue, et demeure à distance. Il lui demande tendrement pardon. Tess, au supplice, lui dit qu'il arrive trop tard, que pensant qu'il ne reviendrait jamais, elle avait finalement cédé à la persuasion d'Alec d'Urberville et était devenue sa maîtresse. Elle demande gentiment à Angel de partir et de ne jamais revenir. Il part, et Tess s'en retourne à ses appartements où elle tombe à genoux et commence à pleurer. Quand Alec lui demande ce qu'il y a qui ne va pas, elle lui parle de la visite d'Angel et se plaint que maintenant elle l'a perdu pour toujours parce qu'elle a cru ses mensonges - que son mari ne lui reviendrait jamais.
La propriétaire, Mrs Brooks, entend Tess à travers la serrure mais se retire à la hâte quand Alec se met à parler avec colère et que Tess lui répond en bondissant sur ses pieds. Plus tard, elle voit Tess quitter la maison et remarque alors une tache rouge qui se répand sur le plancher, ressemblant à une tache de sang. Elle demande de l'aide et on retrouve bientôt Alec poignardé à mort sur son lit.
Tess se lance à la poursuite d'Angel et lui dit qu'elle vient de tuer Alec, ajoutant qu'à présent elle espère avoir gagné son pardon en tuant l'homme qui a gâché leur vie à tous deux. D'abord, Angel ne la croit pas, mais lui accorde son pardon - comme il est dans un tel état de fièvre - et lui dit qu'il l'aime. Plutôt que de se diriger vers la côte, ils s'enfoncent à l'intérieur des terres, projetant vaguement de se cacher quelque part jusqu'à ce que les recherches aient cessé et qu'ils puissent s'échapper à l'étranger par la mer. Ils trouvent un hôtel vide et restent là pendant cinq jours, bienheureux, jusqu'à ce que leur présence soit découverte par la femme de chambre.
Ils partent sur le champ et arrivent ce soir-là à Stonehenge. Tess s'allonge sur un ancien autel. Avant qu'elle ne tombe endormie, elle demande à Angel de s'occuper de sa plus jeune sœur, Liza-Lu, disant qu'elle espère qu'Angel l'épousera après sa mort. À l'aube, Angel voit qu'ils sont entourés,  et que les policiers s'avancent de tous les côtés. Il se rend compte finalement que Tess a réellement commis un meurtre, et demande aux hommes dans un murmure de la laisser s'éveiller naturellement avant de l'arrêter. Quand elle ouvre les yeux et voit la police, elle dit à Angel qu'elle est contente parce que « maintenant, je ne devrai plus vivre avec ton mépris ».
Tess est escortée à la prison de Salisbury. Le roman se termine avec Angel et Liza-Lu qui regardent d'une colline toute proche le drapeau noir qu'on hisse sur la prison pour signaler l'exécution de Tess. Ils joignent alors les mains et s'en vont.

## Symbolique et thèmes
L'écriture de Hardy illustre le plus souvent « la souffrance engendrée par la modernisation » que l'on remarque notamment dans Tess. Il décrit les machines des fermes modernes à travers des références à l'enfer. À la laiterie, il fait remarquer que le lait envoyé à la ville doit être additionné d'eau car les gens de la ville ne peuvent digérer le lait entier. La tatillonnerie typique de la petite bourgeoisie à laquelle appartient Angel le pousse à rejeter Tess qui est souvent dépeinte par Hardy comme une « Eve » du comté de Wessex en harmonie avec la nature. Elle est décrite comme étant si adorable et désirable que Hardy lui-même donne l'impression d'en être amoureux. Quand Angel part pour le Brésil et se sépare de Tess, le charmant jeune homme est tellement affecté par sa maladie que son apparence renvoie l'image d'« un squelette jaunâtre et faible » (« a mere yellow skeleton »). Tous ces exemples sont typiquement interprétés comme les conséquences négatives engendrées par la séparation de l'homme d'avec la nature ; à la fois à travers la création de machines destructrices et à travers l'incapacité à se contenter de la pureté de la nature et à s'en ou s'y réjouir.
Un autre thème du roman est celui de la double morale dont Tess est la victime (en effet, avoir des relations sexuelles avant le mariage était une chose tolérée pour les hommes, mais pas pour les femmes). Hardy joue le rôle du seul véritable ami et avocat de Tess en sous-titrant délibérément le livre « a pure woman faithfully presented » (littéralement « une femme pure fidèlement représentée » c'est-à-dire sans détours) et en le préfaçant avec les mots de Shakespeare « Poor wounded name! My bosom as a bed/ Shall lodge thee » en français « Pauvre nom blessé, je veux te recueillir dans mon sein comme dans un lit ». Cependant, bien qu'Hardy montre clairement son intention de critiquer les notions victoriennes de pureté féminine, la double morale rend la tragédie de l'héroïne possible et sert ainsi de mécanisme enclenchant le destin de Tess. Hardy laisse entendre que Tess doit soit souffrir pour expier les méfaits de ses ancêtres soit fournir une distraction temporaire aux dieux ou bien (avec un clin d’œil à Darwin) qu'elle doit mourir, parce qu'elle possède un défaut de caractère d'ailleurs négligeable hérité du clan ancien.
D'après les nombreuses références païennes et néo-bibliques à son propos, Tess peut être vue à tour de rôle comme une déesse de la Terre ou comme une victime vouée au sacrifice. Au début du roman, elle participe à une fête en l'honneur de Cérès, la déesse des moissons et quand elle confère un baptême elle choisit un passage de la Genèse, le livre de la Création plutôt que les versets plus traditionnels du Nouveau Testament. À la fin du livre, quand Tess et Angel vont sur le site de Stonehenge, qui au temps de Hardy était considéré comme un temple païen, Tess s'allonge de son plein gré sur un autel la conduisant ainsi à sceller son destin de sacrifice humain.
Cette symbolique peut aider à identifier Tess comme une personnification de l'amour de la nature, de la fécondité; mais aussi de l'« exploitabilité » tandis que la description imagée des animaux tout au long du roman renforce cette association. Les exemples sont nombreux : L'infortune de Tess commence quand elle s'endort en conduisant Prince au marché, causant ainsi la mort du cheval. A Tantridge, elle devient gardienne du poulailler puis Angel et elle tombent amoureux dans la vallée fertile de Froom au milieu des vaches. Enfin, sur la route conduisant à Flintcombe-Ashe, elle tue des faisans blessés par compassion pour abréger leurs souffrances.

## Tess dans la culture populaire
- Dans la version censurée du roman parue dans le journal The Graphic, Alec D'Urberville trompe Tess en lui faisant croire qu'il va l'épouser avant de devenir son amant. Dès qu'elle découvre la supercherie, elle le quitte. Hardy y retira toute référence à l'enfant de Tess.
- En 1924, Hardy s'enticha d'une jeune actrice du nom de Gertrude Bugler dont il pensait qu'elle ressemblait à Tess. Il prépara une version théâtrale qui ne serait jouée qu'à la seule condition que Miss Bugler joue le rôle principal. Quand Mme Hardy eut vent de cette situation, elle força Gertrude Bugler à se retirer de la production.
- Art Garfunkel nomma son premier album solo post-Simon & Garfunkel Angel Clare d'après le personnage du même nom.
- L'écrivain américain Christopher Bram a écrit un roman intitulé In Memory of Angel Clare (1989).
- Le livre Tess d'Urberville a connu un regain d'intérêt car il est cité dans le roman à succès Cinquante nuances de Grey (Fifty Shades of Grey) de E.L.James paru en 2012[1]. Il est offert par Christian Grey à son amante Anastasia.
- Tess d'Uberville est également régulièrement cité dans la saga Les Instruments Mortels - Les Origines par Will Herondale et Tessa Gray, les principaux protagonistes de l'histoire.
- Le groupe Ice Nine Kills a composé une chanson, Tess Timony[2],[3] (un jeu de mots sur "testimony" qui veut dire "témoignage"), qui est un hommage au livre de Hardy. L'album Every Trick In The Book dans lequel se trouve le morceau comporte d'autres compositions faisant référence à des œuvres littéraires comme Roméo et Juliette, Carrie, ou encore La Ferme des Animaux.
- Dans Once Upon a Time... in Hollywood, de Quentin Tarantino, le personnage de Sharon Tate (joué par Margot Robbie), achète une édition originale de Tess d’Urberville chez un bouquiniste de Westwood Valley en vue de l’offrir à son mari, Roman Polanski (interprété par Rafal Zawierucha). L'adaptation du roman (Tess) réalisée par Roman Polanski (le vrai) dix ans après le moment de cette scène imaginée par Quentin Tarantino sera dédiée à la mémoire de Sharon Tate.
- Un rosier du nom de 'Tess of the d'Ubervilles' a été commercialisé par David Austin en 1998[4].
- Dans la série Downton Abbey (saison 2, épisode 9), le personnage de Lady Mary Crowley se compare à Tess lors d'une discussion avec Matthew Crawley en référence à sa brève liaison avec un diplomate turc, Kemal Pamuk. "Je suis Tess d'Urberville et vous êtes Angel Clare. J'ai pêché, je suis impure." (en version originale dans le dialogue : "I'm Tess of the d'Urbervilles to your Angel Clare. I have fallen. I am impure.")
- Dans le roman québécois Document 1 de François Blais, le personnage de Tess est un clin d'oeil au personnage du roman de Hardy.

## Traductions
- Tess d'Urberville, roman traduit par Madeleine Rolland, Paris, Hachette, 1901. Réédité aux Éditions de La Sirène, 1924

## Adaptations

### Théâtre
- Le livre fut adapté avec succès au théâtre deux fois. Une production de 1897 de Lorimer Stoddard fut un grand triomphe à Broadway pour l'actrice Minnie Maddern Fiske qui apparut plus tard dans la nouvelle version de 1902 et dans le film de 1913.
- En 1925, Gwen Ffrangcon-Davies interprète Tess dans une version scénique
- Une autre adaptation du dramaturge Ronald Gow fut un triomphe dans le West End en 1946 mettant en vedette Wendy Hiller.

### Cinéma
- 1913 : Tess of the D'Urbervilles, film américain, considéré comme perdu, réalisé par J. Searle Dawley, avec Minnie Maddern Fiske (Tess) et David Torrence (Alec);
- 1924 : Tess of the D'Urbervilles, film muet américain,  réalisé par Marshall Neilan avec Blanche Sweet (Tess), Conrad Nagel (Angel) et Stuart Holmes (Alec);
- 1979 : Tess, film franco-britannique réalisé par Roman Polanski, avec Nastassja Kinski (Tess), Leigh Lawson (Alec), et Peter Firth (Angel) ;
- 2011 : Trishna réalisé par Michael Winterbottom avec Freida Pinto et Riz Ahmed.

### Télévision
- 1952 : Tess of the D'Urbervilles une production britannique de la BBC réalisée par Michael Henderson, avec Barbara Jefford (Tess), Michael Aldridge (Alec), et Donald Eccles (Angel).
- 1959 : Tess d'Urberville, production belge réalisée par Werner Degan, avec Martine Audry
- 1960 : ITV, ITV Play of the Week, Tess, réalisé par Michael Currer-Briggs, avec Geraldine McEwan (Tess), Maurice Kaufmann (Alec) et Jeremy Brett (Angel).
- 1998 : Tess of the D'Urbervilles, mini-série britannique de Ian Sharp, avec Justine Waddell et Jason Flemyng.
- 2008 : Tess of the D'Urbervilles, nouvelle production britannique de la BBC écrite par David Nicholls, diffusée en quatre parties à l'automne 2008, avec Gemma Arterton (Tess), Hans Matheson (Alec) et Eddie Redmayne (Angel).

## Éditions françaises
(liste non exhaustive)
- 1901 : Tess d'Urberville - Traduit par Madeleine Rolland, Paris : Librairie Hachette, Collection : Bibliothèque des meilleurs romans étrangers.
- 1914 : Tess d'Urberville - Traduit par Madeleine Rolland, Paris : Hachette, Bibliothèque des Meilleurs Romans étrangers, 261 p.
- 1979 : Tess d'Urberville - Traduit par Madeleine Rolland, Paris : Éditions G. P., collection : Super-bibliothèque, 432 p.
- 1995 : Tess d'Urberville : une femme pure - Traduit par Madeleine Rolland, introd., notes et dossier par André Topia, Paris : Librairie générale française, Collection : Classiques de poche, Le Livre de poche no 184, 476 p.,  (ISBN 2-253-00596-7)
- 2013 : Tess d'Urberville : une femme pure - Traduit par Madeleine Rolland, introduction, notes et dossier par André Topia, Paris : Éditions France Loisirs, 716 p.,  (ISBN 978-2-298-06920-4)

## Source
- Bibliothèque nationale de France (pour la bibliographie)